# محمد بن عمار (لاعب كرة قدم)
محمد بين عمار (3 مايو 1990 بتونس - ) هو لاعب كرة قدم تونسي في مركز الهجوم. لعب مع المستقبل الرياضي بالمرسى ونادي الملعب التونسي.

## وصلات خارجية
- محمد بين عمار على موقع قاعدة بيانات كرة القدم.إي يو (الإنجليزية)
- محمد بين عمار على موقع Soccerway.com (الإنجليزية)